# Pomnik zamordowanych profesorów lwowskich na Wzgórzach Wuleckich
Pomnik zamordowanych profesorów lwowskich na Wzgórzach Wuleckich – lwowski pomnik poświęcony zamordowanym przez hitlerowców profesorom lwowskich uczelni, zbudowany w 2011 roku i odsłonięty 3 lipca 2011 roku.
Z inicjatywą budowy pomnika wystąpili prezydent Wrocławia Rafał Dutkiewicz i mer Lwowa Andrij Sadowy. List intencyjny w sprawie ogłoszenia wspólnego konkursu i budowy pomnika został podpisany przez prezydentów w 2008 roku, 30 lipca 2009 roku ogłoszono konkurs.
Projekt pomnika wyłoniło w drodze konkursu jury polsko-ukraińskie, które spośród 28 prac (w tym osiem z Ukrainy) wybrało projekt krakowskiego rzeźbiarza, prof. Aleksandra Śliwy. Zwycięski projekt to brama zbudowana z betonowych bloków symbolizujących poszczególne przykazania chrześcijańskiego dekalogu, w przypadku wysunięcia się jednej z nich ze swojego miejsca całość się rozsypuje. Za bramą znajduje się przejście z przybitą do niego kartką, na której widnieje odręczny niemieckojęzyczny rozkaz „rozstrzelać”. Blok oznaczony rzymską cyfrą V (5) jest częściowo wysunięty, co symbolizuje złamanie piątego przykazania chrześcijańskiego Dekalogu (Nie zabijaj), czyli rozkaz zamordowania uczonych.
Pomnik nie zawiera obecnie żadnego napisu. Jego symbolika nawiązuje do piątego przykazania Dekalogu: „nie zabijaj”, jednak nie jest to całkowicie jednoznaczne z uwagi na istnienie kilku sposobów podziału tekstu biblijnego na poszczególne przykazania (w zależności od przyjętej tradycji) w innych wyznaniach. Przesłanie jest jednoznaczne dla wiernych Kościoła rzymskokatolickiego, greckokatolickiego i luterańskiego. W prawosławiu, niektórych wyznaniach protestanckich, a także w judaizmie i islamie piąte przykazanie oznacza „czcij ojca swego i matkę swoją”, gdyż odpowiednik przykazania „nie zabijaj” jest tam szóstym przykazaniem. Przy drodze prowadzącej do pomnika ustawiono kamienną tablicę z napisem w językach polskim, ukraińskim i angielskim: Pomnik profesorów lwowskich zamordowanych przez nazistów w 1941 roku i informacją, że pomnik powstał dzięki władzom Lwowa i Wrocławia oraz ofiarności społecznej.
Budżet pomnika to ok. 3 000 000 złotych, z czego 2 000 000 zł pochodziło z wrocławskiego budżetu miejskiego, 800 000 hrywien z budżetu miasta Lwowa, 800 000 hrywien ze środków Politechniki Lwowskiej, a 200 000 złotych ze zbiórki publicznej.
Pomnik znajduje się w miejscu rozstrzelania profesorów, obecnie parku studenckim. Nad jarem, w którym go zbudowano, znajdują się domy akademickie Politechniki Lwowskiej. Na wzgórzu nad pomnikiem znajduje się symboliczny nagrobek z krzyżem zbudowanym w 1991 roku przez rodziny zamordowanych. Znajduje się na nim tablica z napisem w językach polskim i ukraińskim „W tym miejscu 4 lipca 1941 roku hitlerowscy oprawcy rozstrzelali polskich profesorów lwowskich uczelni i członków ich rodzin” oraz pełną imienną listą ofiar.
Całość prac aż do odsłonięcia trwała dwa lata, samo odsłonięcie pomnika nastąpiło 3 lipca 2011 roku, w przeddzień 70 rocznicy zbrodni. Na uroczystości obecni byli m.in. ambasador RP na Ukrainie, prezydenci obu miast i delegacje uczelni polskich (z Wrocławia oraz Krakowa) oraz lwowskich, senatorowie RP, ludzie nauki i kultury z Polski i Lwowa, a także przedstawiciele władz lokalnych.
To pierwszy pomnik wzniesiony we Lwowie po odzyskaniu niepodległości przez Ukrainę niezwiązany z ukraińskimi bohaterami narodowymi.

## Galeria

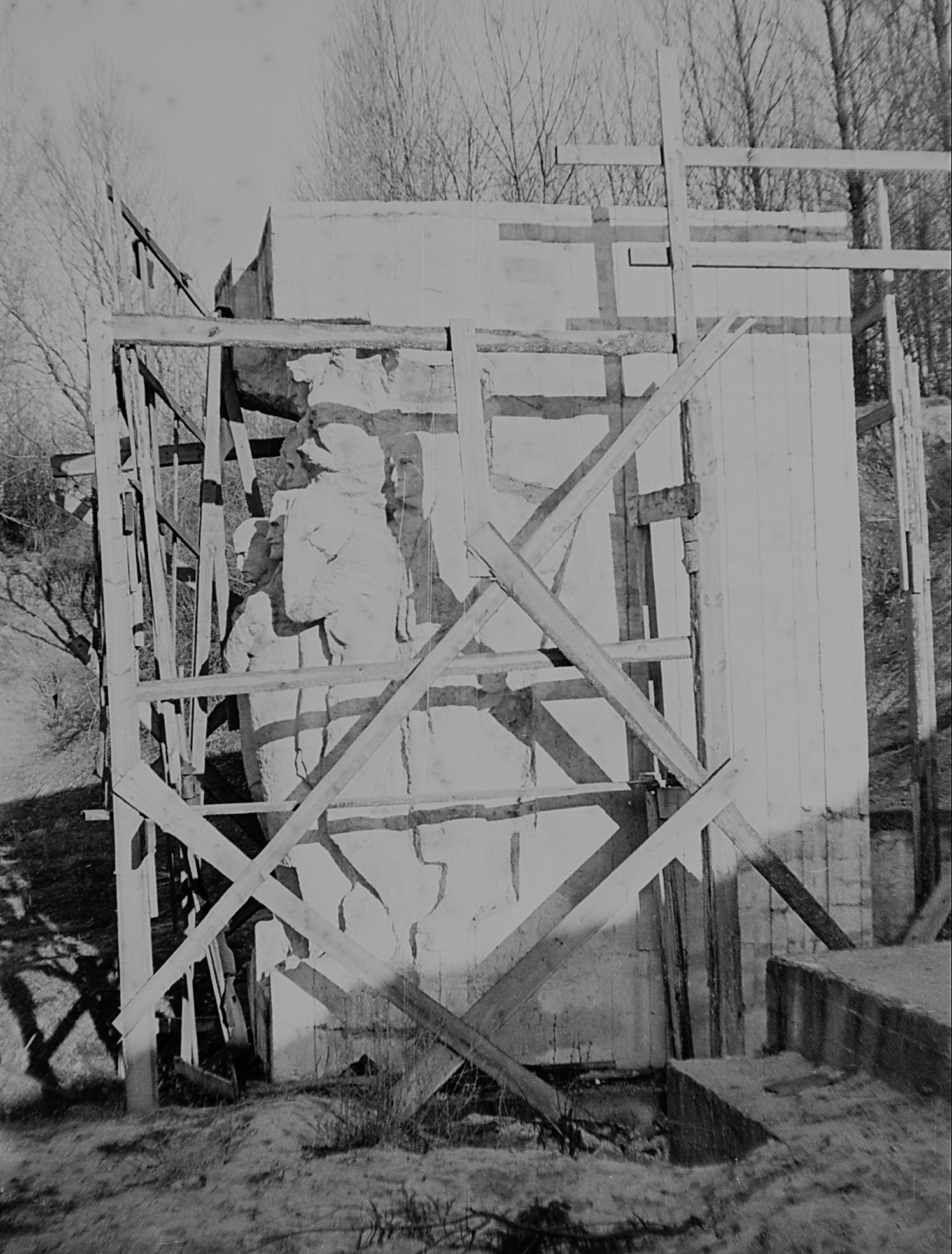
Pomnik pomordowanych profesorów polskich na Wzgórzach Wuleckich we Lwowie z lat 70. XX w. Jedyny z trzech betonowych bloków, nigdy niedokończony i zdemontowany na początku lat 80. XX w.
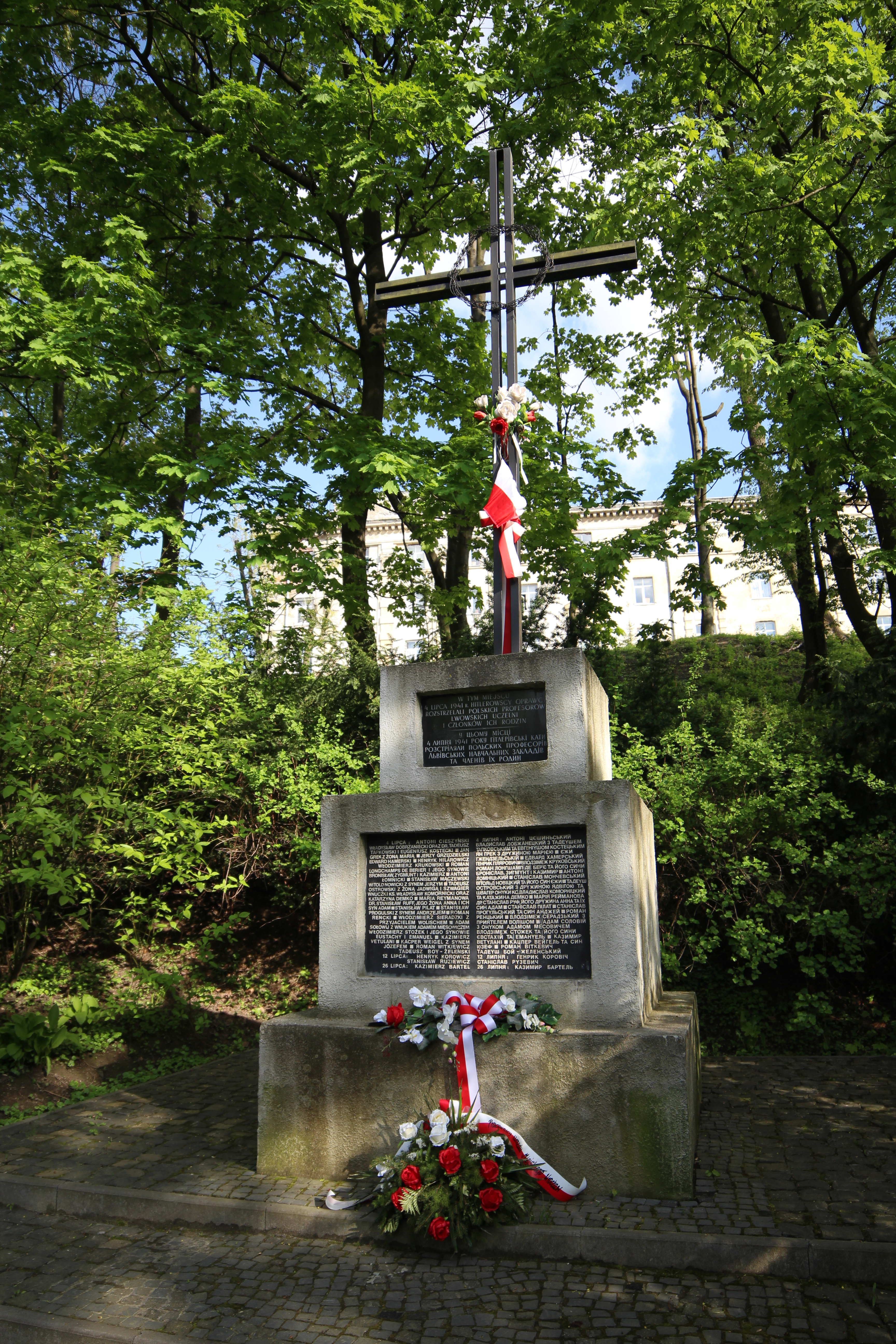
Pomnik ustawiony w 1991 roku staraniem rodzin zamordowanych oraz Polaków ze Lwowa.
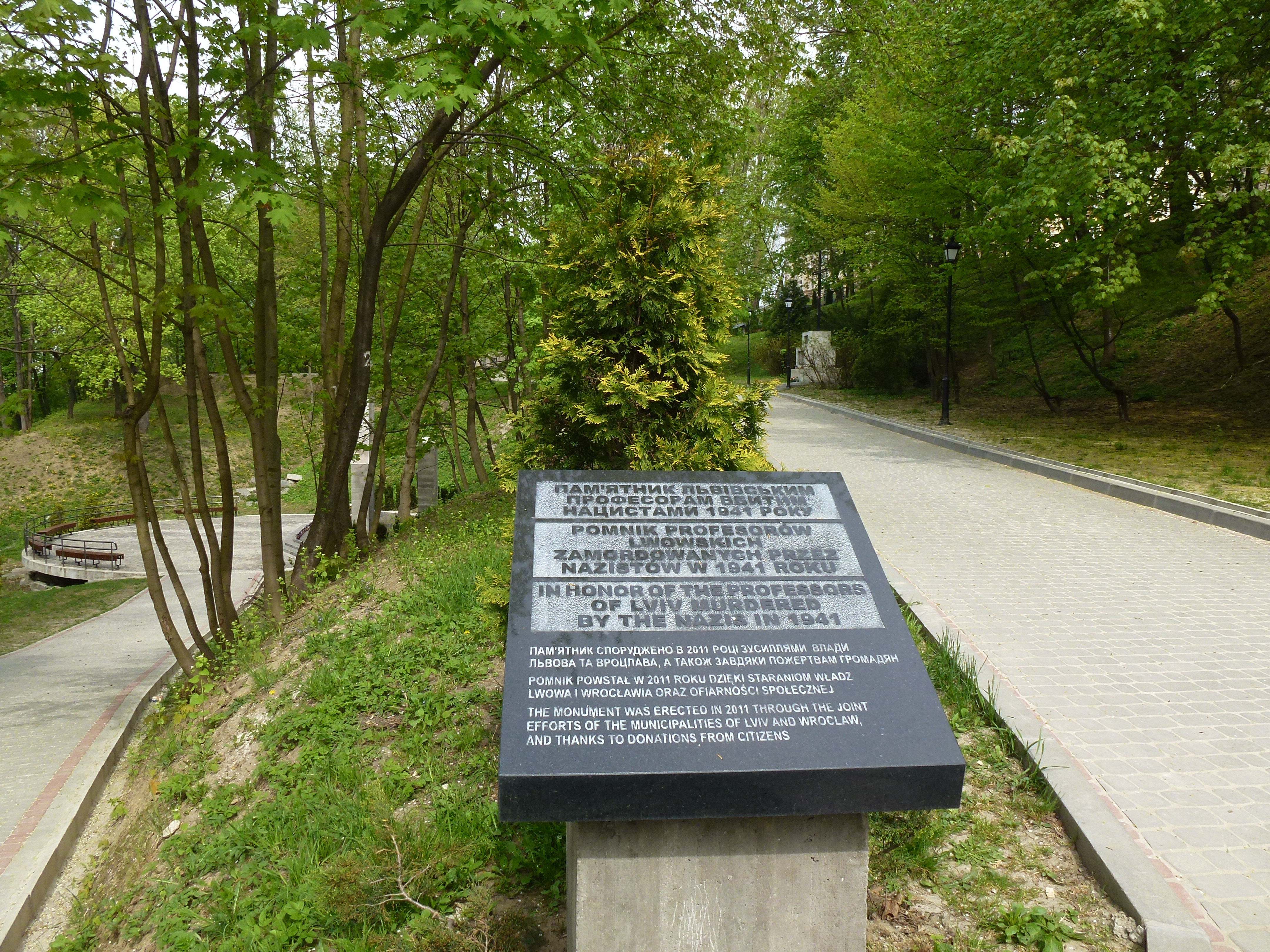
Tablica informacyjna przy drodze prowadzącej od starego do nowego pomnika Profesorów. Oba pomniki są z oddali widoczne na zdjęciu: stary (po prawej) i nowy (po lewej, poniżej).
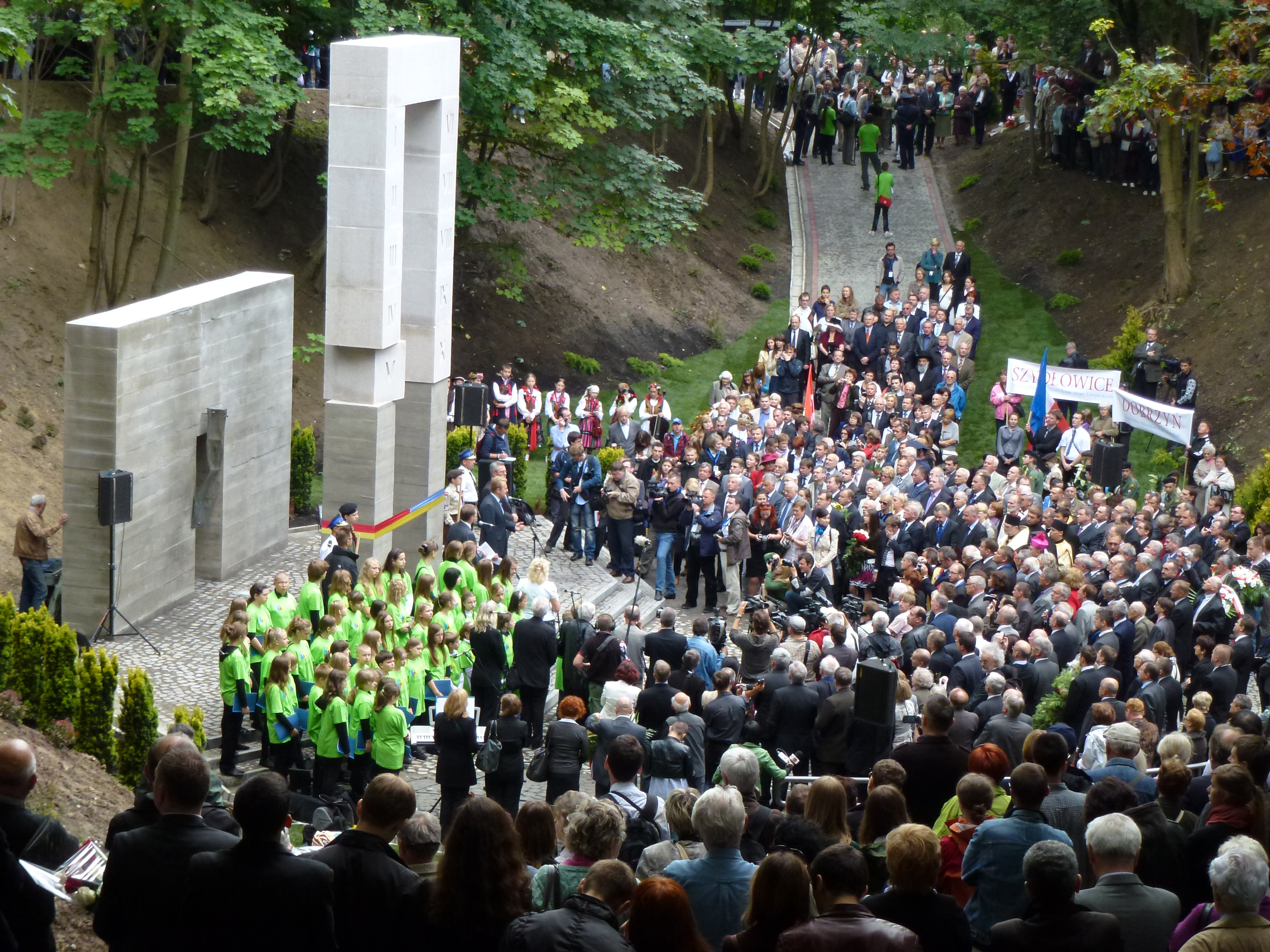
Lwów – Wzgórza Wuleckie. 3 lipca 2011. Uroczystość odsłonięcia nowego pomnika w miejscu kaźni.
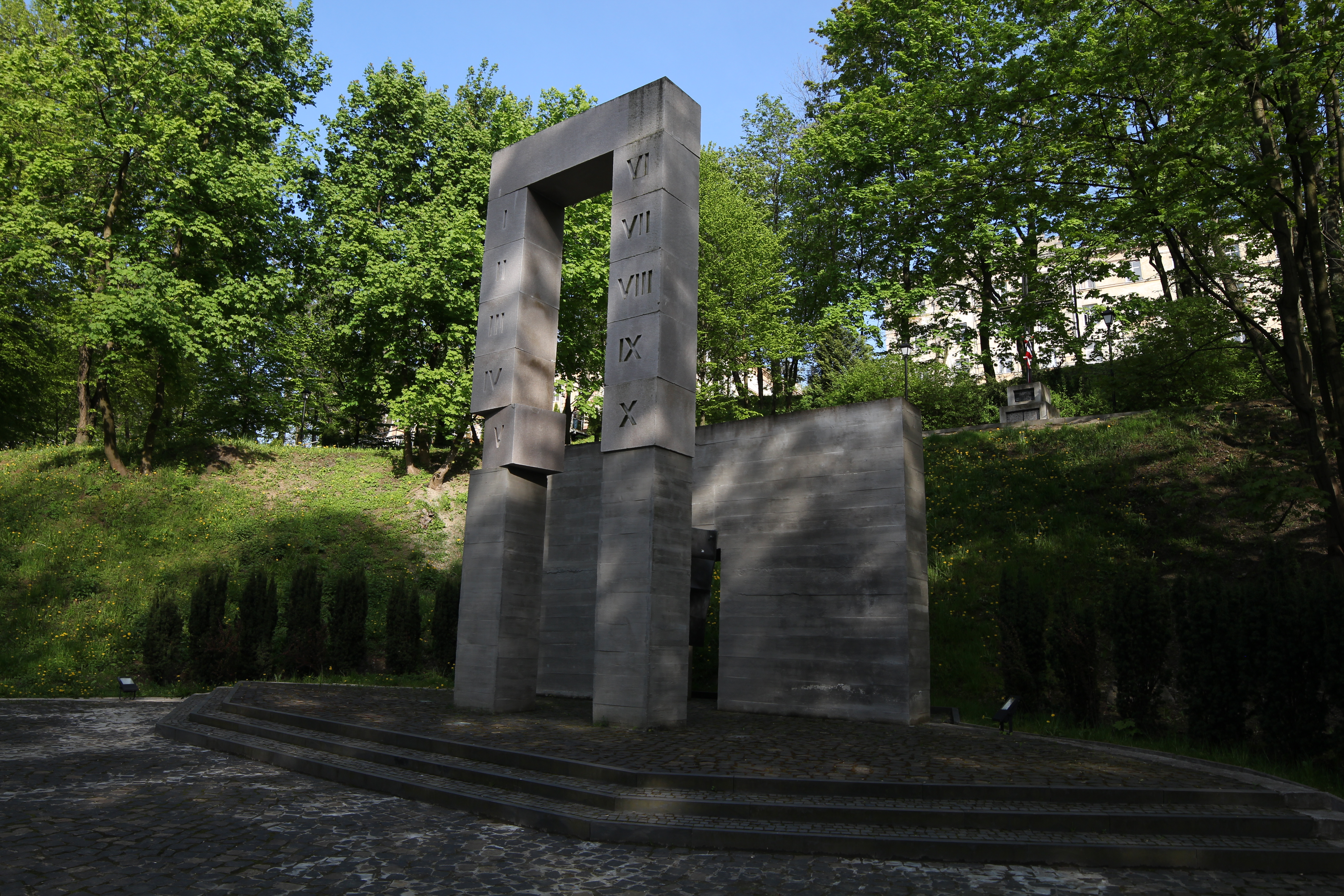
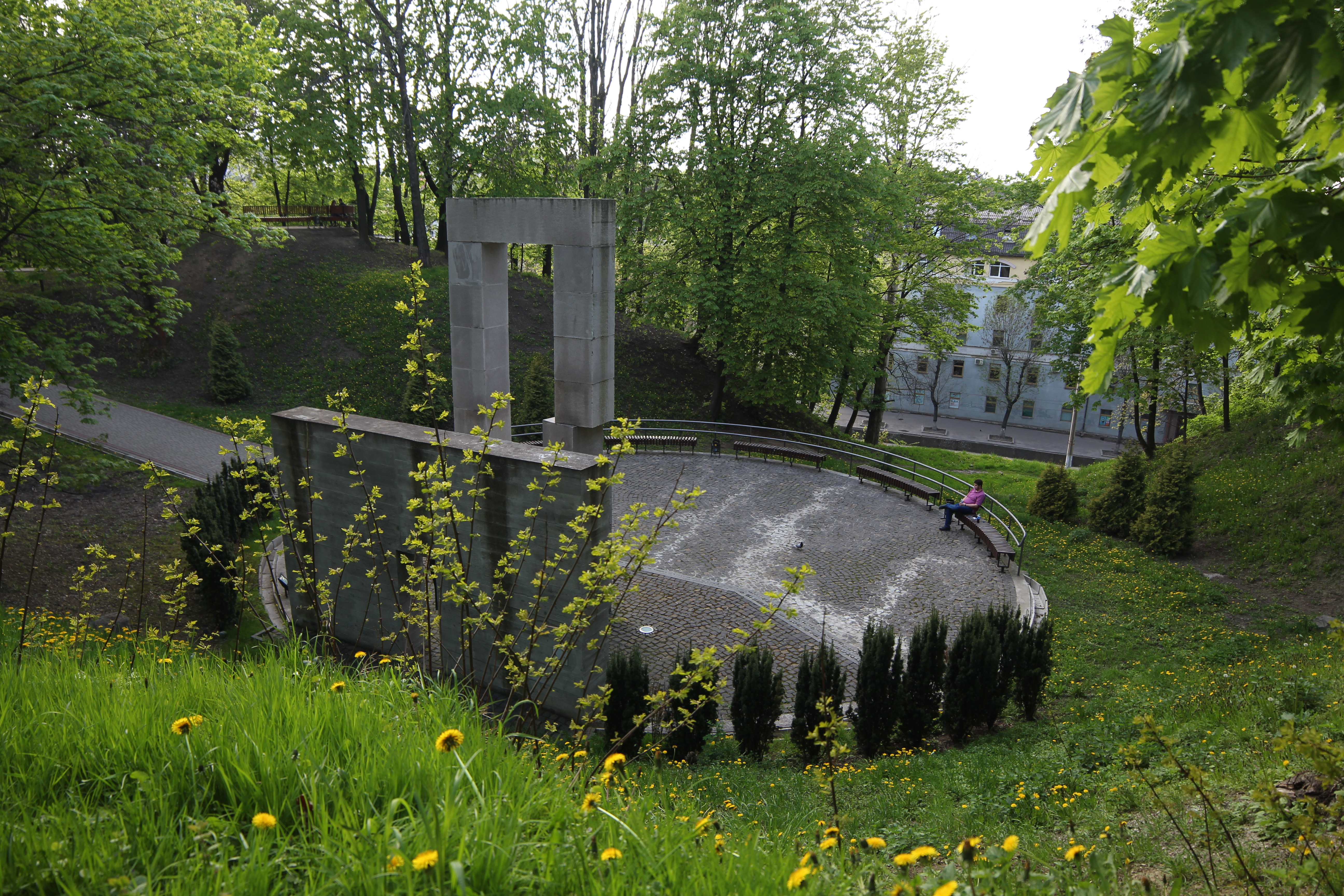
Nowy pomnik znajduje się na miejscu zagłębienia w ziemi, do którego zrzucano ciała profesorów.